# Ел Казим куле
Ел Казим куле (енгл. Al Kazim Towers) је комплекс од две педесеттроспратне куле саграђених у Дубаи медија центру у Дубаију. Обе куле високе су 265 m и убрајају се у списак највиших зграда-близнакиња. Својим екстеријером подсећају на њујоршку Крајслер зграду. Изградња облакодера започета је новембра 2007, а завршена је почетком наредне године.